# Rzewnie (gmina)
Rzewnie – gmina wiejska w województwie mazowieckim, w powiecie makowskim. W latach 1975–1998 gmina położona była w województwie ostrołęckim.
Siedziba gminy znajduje się w Rzewniu.
Według danych z 30 czerwca 2004 gminę zamieszkiwało 2730 osób.
1 stycznia 1975 z gminy Rzewnie wyłączono sołectwo Mroczki-Rębiszewo, włączając je do gminy Różan. 

## Struktura powierzchni
Według danych z roku 2002 gmina Rzewnie ma obszar 111,72 km², w tym:
- użytki rolne: 67%
- użytki leśne: 24%

Gmina stanowi 10,49% powierzchni powiatu.

## Demografia
Dane z 30 czerwca 2004:
| Opis                              | Ogółem | Ogółem | Kobiety | Kobiety | Mężczyźni | Mężczyźni |
| --------------------------------- | ------ | ------ | ------- | ------- | --------- | --------- |
| jednostka                         | osób   | %      | osób    | %       | osób      | %         |
| populacja                         | 2730   | 100    | 1324    | 48,5    | 1406      | 51,5      |
| gęstość zaludnienia (mieszk./km²) | 24,4   | 24,4   | 11,9    | 11,9    | 12,6      | 12,6      |

Dla porównania w roku 1995 gmina liczyła 3064 osoby (1536 mężczyzn i 1528 kobiet). Przypadało wówczas 27 osób na km².

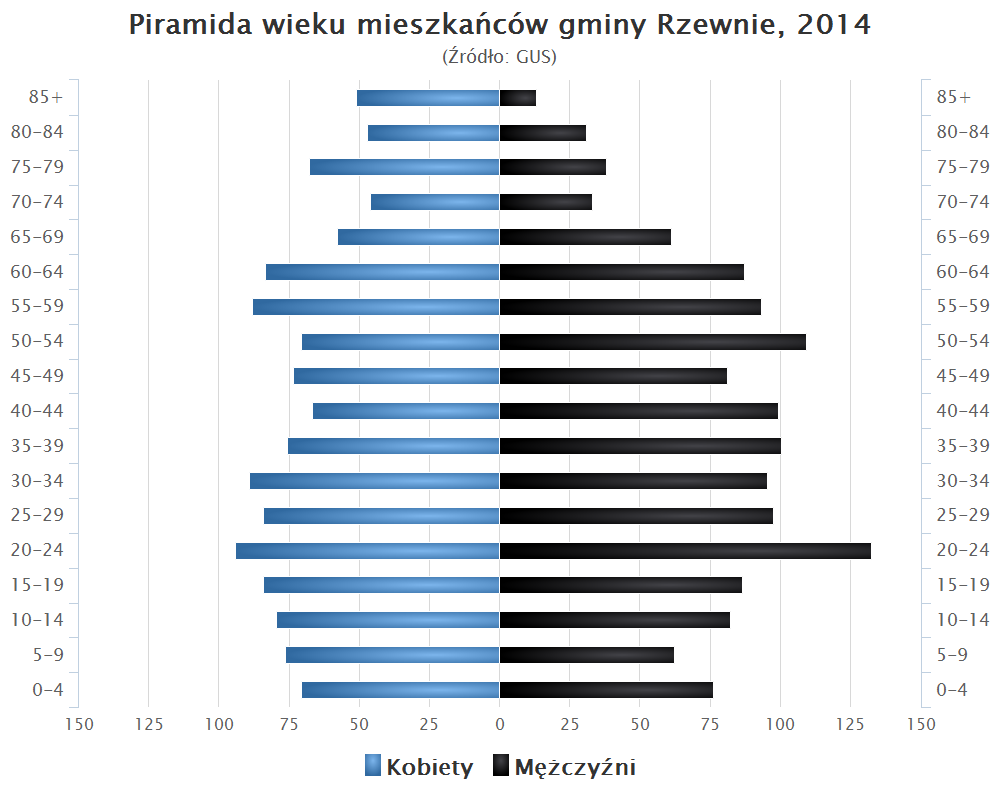
Piramida wieku mieszkańców gminy Rzewnie w 2014 roku

Migracje ludności (1995). :
Napływ
| Ogółem | z miast | ze wsi | z zagranicy |
| ------ | ------- | ------ | ----------- |
| 35     | 12      | 22     | 1           |

Odpływ
| Ogółem | do miast | na wieś | za granicę |
| ------ | -------- | ------- | ---------- |
| 55     | 25       | 30      | -          |

Saldo migracji: -20
Przyrost naturalny (1995):
w liczbach bezwzględnych:
| Małżeństwa | urodzenia | zgony | przyrost naturalny |
| ---------- | --------- | ----- | ------------------ |
| 25         | 47        | 45    | 2                  |

na 1000 osób:
| Małżeństwa | urodzenia | zgony | przyrost naturalny |
| ---------- | --------- | ----- | ------------------ |
| 8,07       | 15,18     | 14,53 | 0,65               |

## Sołectwa
Bindużka, Boruty, Brzóze Duże, Brzóze Małe, Chrzanowo, Chrzczony, Dąbrówka, Drozdowo, Grudunki, Łachy Włościańskie, Łasiewity, Łaś, Małki, Mroczki-Kawki, Napiórki Butne, Napiórki Ciężkie, Nowe Drozdowo, Nowe Łachy, Nowy Sielc (sołectwa: Nowy Sielc i Nowy Sielc-Wieś), Orłowo, Pruszki, Rzewnie, Słojki, Stary Sielc.

## Sąsiednie gminy
Czerwonka, Długosiodło, Goworowo, Obryte, Różan, Rząśnik, Szelków